# Třída J (1915)
Třída J byla třída diesel-elektrických ponorek britského královského námořnictva. Celkem bylo postaveno sedm jednotek této třídy. Do služby byly zařazeny v letech 1916–1917. Stavba dvou dalších byla zrušena. Za první světové války byla jedna ponorka této třídy ztracena. Ostatních šest ponorek roku 1919 získalo námořnictvo Austrálie. Dosloužily v průběhu dvacátých let. Vyřazené australské ponorky byly odstrojeny a potopeny jako vlnolam.

## Stavba

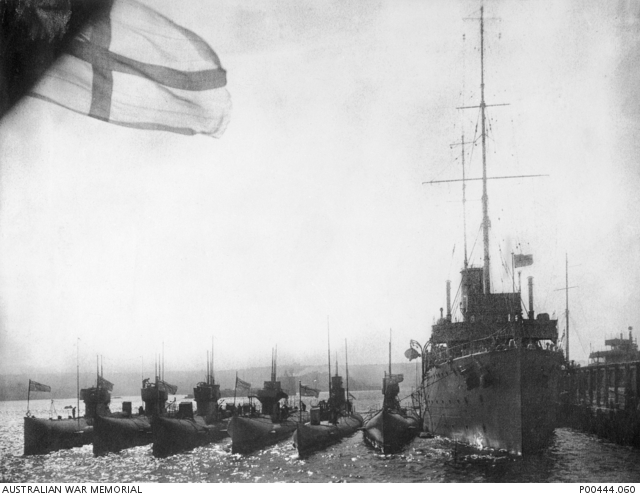
Šestice australských ponorek třídy J s mateřskou lodí ponorek HMAS Platypus

Ponorky třídy J byly vyvinuty před první světovou válkou v reakci na nepřesné zprávy o německých ponorkách dosahujících vysokých rychlostí. Brtiská třída J proto měla dosahovat vysoké rychlosti na hladině a udržet tak krok s vlastními hladinovými plavidly (to se nakonec nenaplnilo). Kvůli úspoře času byla zvolena koncepce se třemi lodními šrouby. Původně byla objednána stavba osmi ponorek této třídy. Jejich stavbou byly pověřeny královské loděnice Portsmouth Dockyard, Pembroke Dockyard a Devonport Dockyard. Roku 1915 byla zrušena stavba ponorek J3 a J4 v loděnici Portsmouth Dockyard a číslování dalších ponorek bylo upraveno. Šestice ponorek byla do služby přijata roku 1916. Poslední sedmá ponorka J7 byla objednána později a měla upravenou konstrukci pro službu v Austrálii. Do služby byla přijata roku 1917.
Jednotky třídy J:
| Jméno          | Loděnice            | Založení kýlu | Spuštěna          | Vstup do služby | Poznámky |
| -------------- | ------------------- | ------------- | ----------------- | --------------- | --- |
| HMS J1         | Portsmouth Dockyard | 1915          | 6. listopadu 1915 | duben 1916      | V březnu 1919 ji získalo australské námořnictvo. Prodána do šrotu 1924. Potopena v zátoce Port Phillip.                                                       |
| HMS J2         | Portsmouth Dockyard | 1915          | 6. listopadu 1915 | červenec 1916   | V březnu 1919 ji získalo australské námořnictvo. Prodána do šrotu 1924. Potopena v zátoce Port Phillip.                                                       |
| HMS J3         | Portsmouth Dockyard | 1915          | –                 | –               | Stavba zrušena v dubnu 1915. |
| HMS J4         | Portsmouth Dockyard | 1915          | –                 | –               | Stavba zrušena v dubnu 1915. |
| HMS J3 (ex J7) | Pembroke Dockyard   | 1915          | 4. prosince 1915  | červen 1916     | V březnu 1919 ji získalo australské námořnictvo. Prodána do šrotu 1926. Potopena v zátoce Port Phillip.                                                       |
| HMS J4 (ex J8) | Pembroke Dockyard   | 1915          | 2. února 1916     | srpen 1916      | V březnu 1919 ji získalo australské námořnictvo. Prodána do šrotu 1924. Potopena v zátoce Port Phillip.                                                       |
| HMS J5         | Devonport Dockyard  | 1915          | 9. září 1915      | květen 1916     | V březnu 1919 ji získalo australské námořnictvo. Prodána do šrotu 1924. Potopena v zátoce Port Phillip.                                                       |
| HMS J6         | Devonport Dockyard  | 1915          | 9. září 1915      | červenec 1916   | Dne 15. října 1918 u Blythu omylem potopena britským škunerem Cymric, upraveným na loď Q. Zemřelo patnáct členů posádky J6. Incident byl utajen do roku 1969. |
| HMS J7         | Devonport Dockyard  | 1916          | 21. února 1917    | listopad 1917   | V březnu 1919 ji získalo australské námořnictvo. Prodána do šrotu 1929. Potopena v zátoce Port Phillip jako vlnolam pro Sandringham Yacht Club.               |

## Konstrukce

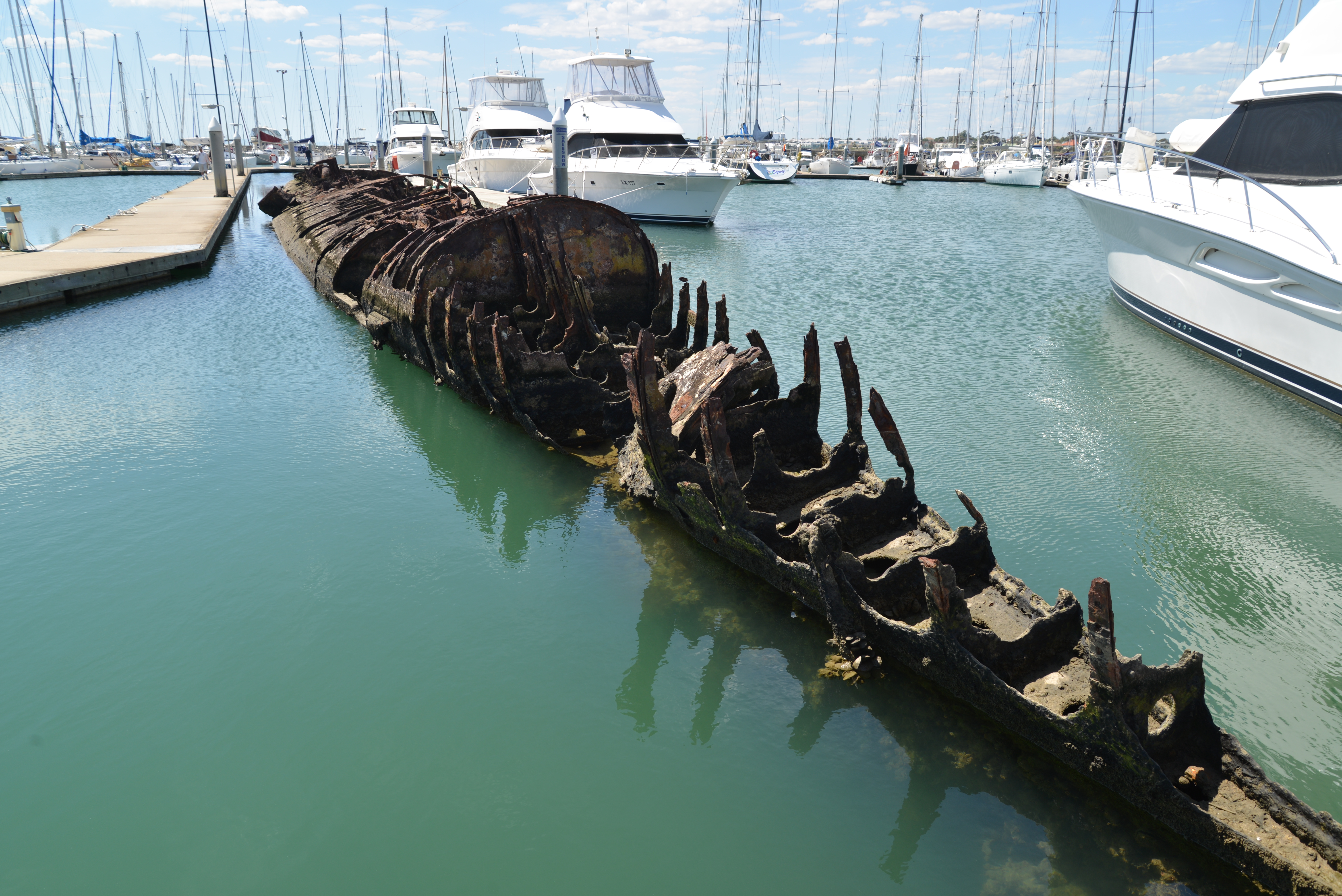
HMAS J7 byla potopena jako vlnolam pro Sandringham Yacht Club v Sandringhamu na předměstí Melbourne

Ponorky měly částečně dvouplášťovou koncepci (dvouplášťový trup tvořil 56 % jejich délky). Výzbroj ponorek J1 až J5 tvořily dva 76mm kanóny, čtyři příďové a dva záďové 457mm torpédomety se zásobou dvanácti torpéd. Ponorky J6 a J7 nesly upravenou hlavňovou výzbroj, tvořenou jedním 76mm kanónem a jedním 40mm kanónem. Pohonný systém tvořily tři diesely Vickers o výkonu 3600 hp a tři elektromotory o výkonu 1350 hp, pohánějící tři lodní šrouby. Nejvyšší rychlost na hladině dosahovala 19,5 uzlu a pod hladinou 9,5 uzlů. Dosah byl 5000 námořních mil při rychlosti 12,5 uzlu na hladině. Operační hloubka ponoru až padesát metrů.

### Modifikace
Čtyři ponorky (J1, J2, J4 a J5) dostaly za války novou hlavňovou výzbroj jednoho 102mm kanónů a jednoho 40mm kanónů. Rovněž u ponorek J6 a J7 byl 76mm kanón nahrazen 102mm kanónem, přičemž 40mm kanón dostaly už při stavbě.